# Ilmari Krohn
Ilmari Henrik Reinhold Krohn (ur. 8 listopada 1867 w Helsinkach, zm. 25 kwietnia 1960 tamże) – fiński kompozytor i muzykolog.

## Życiorys
W latach 1885–1886 uczył się w Helsinkach u Richarda Faltina (fortepian, organy, kompozycja, teoria muzyki). Od 1886 do 1890 roku kształcił się w konserwatorium w Lipsku u Gustava Schrecka. W 1894 roku uzyskał stopień magistra na Uniwersytecie Helsińskim, tamże w 1900 roku obronił doktorat na podstawie pracy Über die Art und Entstehung der geistlichen Volksmelodien in Finnland. W 1909 roku odbył w Weimarze kurs instrumentacji u Waldemara von Bausznerna. Był wykładowcą w Instytucie Muzycznym w Helsinkach (1900–1901, 1905, 1907, 1914–1916), szkole orkiestry filharmonicznej (1900–1901, 1904–1914), na Uniwersytecie Helsińskim (1900–1935) oraz w Instytucie Muzyki Kościelnej (1923–1930, 1933–1944). Członek Fińskiej Akademii Nauk (1922) oraz szwedzkiej Królewskiej Akademii Muzycznej (1926). W 1955 roku otrzymał doktorat honoris causa Uniwersytetu Helsińskiego.
Współzałożyciel Fińskiego Towarzystwa Muzykologicznego (1916), którego w latach 1916–1939 był przewodniczącym. Od 1933 roku był członkiem zarządu Międzynarodowego Towarzystwa Muzykologicznego. Grał jako organista w kościele św. Aleksandra w Tampere (1896–1904) i kościele w Kallio (1911–1944). W latach 1903–1913 był przewodniczącym komisji ds. reformy śpiewu liturgicznego.

## Twórczość
Był twórcą muzykologii fińskiej, na bazie terminologii Hugo Riemanna opracował fińską terminologię muzyczną. Od 1886 roku prowadził badania terenowe, których plonem było ponad 7 tysięcy pieśni ludowych, zebranych w zbiorze Suomen kansan sävelmiä (wyd. 1898–1933). Badał genezę historyczną fińskich pieśni ludowych i stworzył system ich klasyfikacji.
Skomponował operę Tuhotulva (1918, wyst. Helsinki 1928), oratoria Ikiaartehet (1912) i Voittajat (1935), Pasję wg św. Jana (1940), ponadto kantaty, psalmy i pieśni.

## Ważniejsze prace
(na podstawie materiałów źródłowych)
- Musiikin teorian oppijakso w 5 tomach: Rytmioppi (1911–1914 zrewid. 1958), Säveloppi (1917), Harmoniaoppi (1923), Polyfoniaoppi (1929), Muoto-oppi (1937)
- Puhdasvireisen säveltapailun opas (1911)
- Die Sammlung und Erforschung der Volkmusik in Finnland (1933)
- Die finnische Volksmusik (1935)
- Liturgisen sävellystyylin opas (1940)
- Der Formenbau in den Symphonien von Jean Sibelius (1942)
- Der lutherische Choral in Finnland (1944)
- Der Stimmungsgehalt in den Symphonien von Jean Sibelius (2 tomy, 1945–1946)
- Sävelmuistoja elämäni varrelta (1951)
- Anton Bruckner Symphonien: Untersuchung über Formenbau und Stimmungsgehalt (3 tomy, 1955–1957)